# Bill Tapia
Bill Tapia (Honolulu, 1 januari 1908 - Los Angeles, 2 december 2011) was een Amerikaans ukelelespeler.

## Biografie
Tapia werd geboren in Honolulu. Op jonge leeftijd leerde hij al op de ukelele spelen. In de Eerste Wereldoorlog speelde hij al voor de soldaten in Hawai. In zijn latere carrière speelde hij voor grote namen zoals Bing Crosby, Louis Armstrong en Elvis Presley. In 2010 verscheen hij nog in een documentaire over ukelelespelers. Hij bespeelde het instrument gedurende 93 jaar.
Tapia overleed in 2011 op 103-jarige leeftijd.